# Kailo (Naantali)
Pour les articles homonymes, voir Kailo.
Kailo est une île de l'archipel finlandais à Naantali en Finlande.

## Géographie
L'île est à environ 15 kilomètres à l'ouest de Turku.
La superficie de l'île est de 10,3 hectares et sa plus grande longueur est de 490 mètres dans la direction sud-est-nord-ouest.
L'île s'élève à environ 10 mètres d'altitude,.
L'île est accessible par un chemin venant du parc de l'église.
À Kailo se trouvent le parc d'attractions Muumimaailma et le théâtre Emma (fi), ainsi que des zones de loisirs pour les citadins du reste de l'île. 
L'île dispose, entre autres, d'une plage, d'un sauna public, d'un espace de grillades, de deux courts de tennis et d'un terrain de volley.
Kailo est bordé par une zone rocheuse sur sa côte sud, et il y a une zone rocheuse au milieu.
Les forêts de l'île sont principalement composées de pins et de genévriers, dans la partie nord, il y a aussi une lande de pins. 
À côté des falaises côtières, les rivages comportent des rochers lisses, des plages de sable et des criques couvertes de roseaux.
La résidence d'été Kultaranta du président de la République de Finlande , est située à 500 mètres au sud-ouest de Kailo.

## Galerie

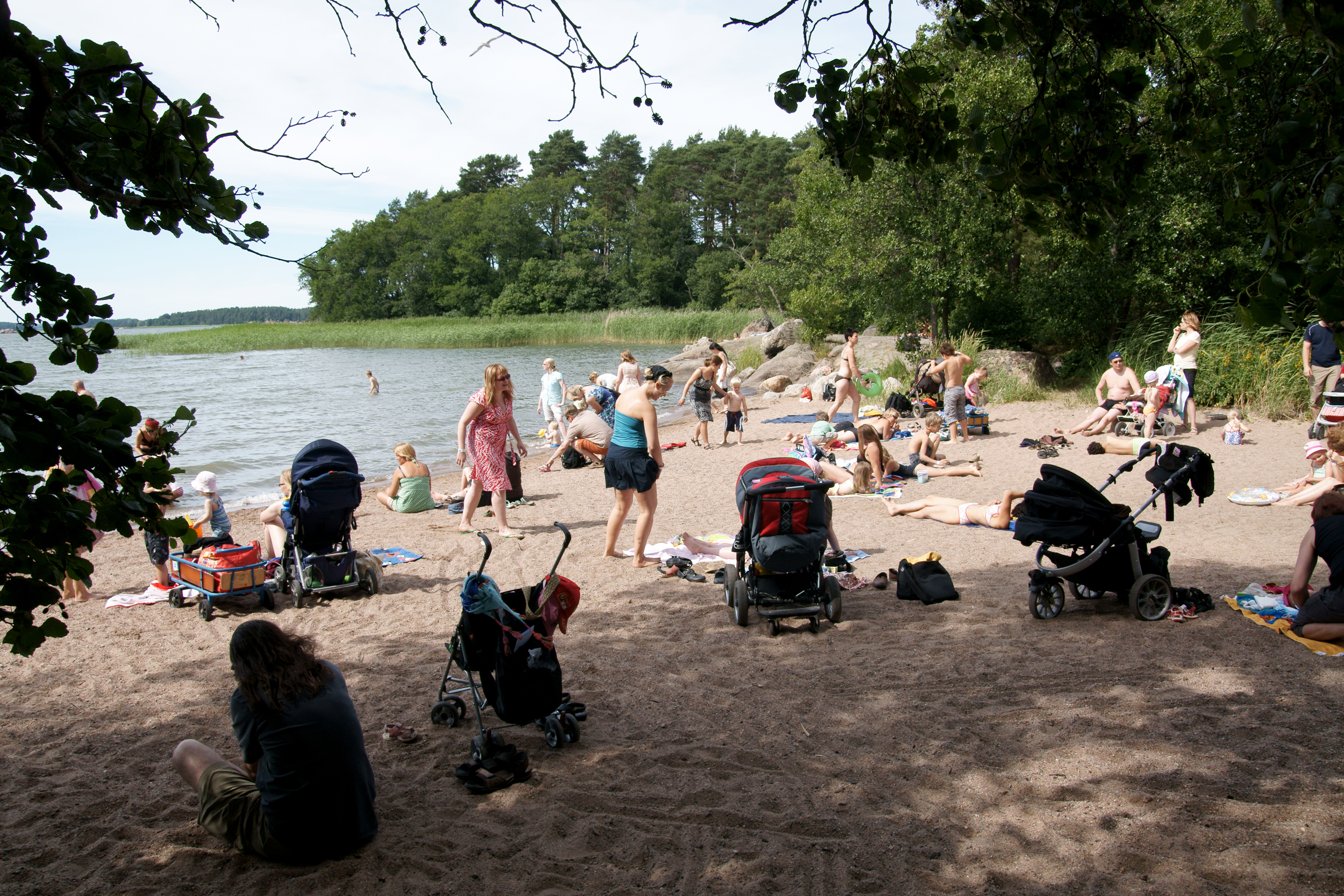
Plage de Kailo.
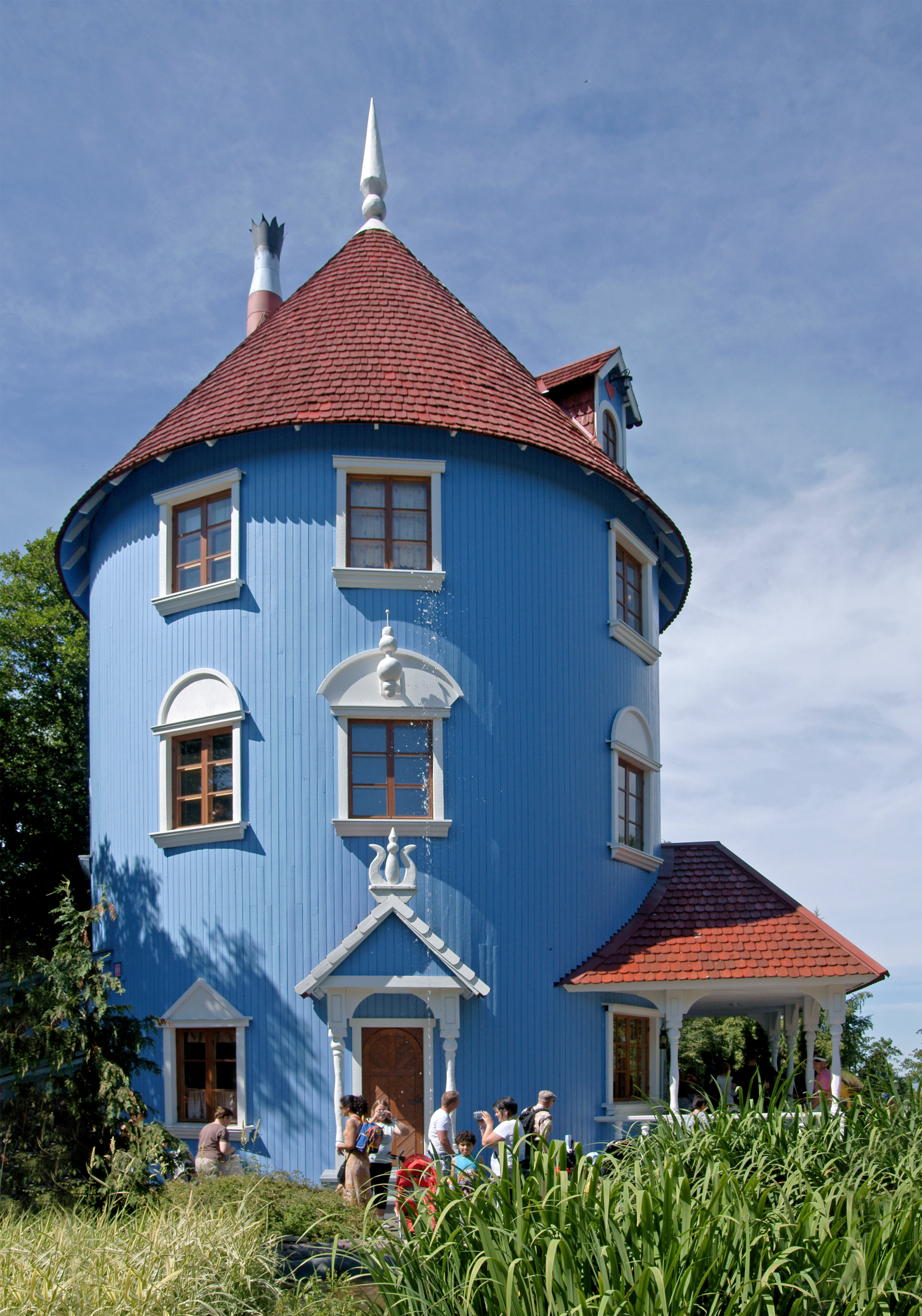
Maison des Moumines.

## Accès
Un pont flottant long de 250 mètres relie l'île à la péninsule Ailostenniemi de la vieille ville de Naantali.

### Articlesconnexes
- Liste d'îles de Finlande